# Bayonne (Nova Jersey)
Bayonne és una població dels Estats Units a l'estat de Nova Jersey. Segons el cens del 2006 tenia 58.844 habitants.

## Demografia
Segons el cens del 2000, Bayonne tenia 61.842 habitants, 25.545 habitatges, i 16.016 famílies. La densitat de població era de 4.241,1 habitants/km².
Dels 25.545 habitatges en un 28,3% hi vivien nens de menys de 18 anys, en un 42,8% hi vivien parelles casades, en un 15,1% dones solteres, i en un 37,3% no eren unitats familiars. En el 32,8% dels habitatges hi vivien persones soles el 15% de les quals corresponia a persones de 65 anys o més que vivien soles. El nombre mitjà de persones vivint en cada habitatge era de 2,42 i el nombre mitjà de persones que vivien en cada família era de 3,1.
Per edats la població es repartia de la següent manera: un 22,1% tenia menys de 18 anys, un 8,2% entre 18 i 24, un 30,7% entre 25 i 44, un 22,5% de 45 a 60 i un 16,6% 65 anys o més.
L'edat mediana era de 38 anys. Per cada 100 dones de 18 o més anys hi havia 86,3 homes.
La renda mediana per habitatge era de 41.566 $ i la renda mediana per família de 52.413 $. Els homes tenien una renda mediana de 39.790 $ mentre que les dones 33.747 $. La renda per capita de la població era de 21.553 $. Aproximadament el 8,4% de les famílies i el 10,1% de la població estaven per davall del llindar de pobresa.

## Poblacions més properes
El següent diagrama mostra les poblacions més properes.